# Mücke Motorsport
Mücke Motorsport es una escudería alemana de automovilismo con base en Berlín, Alemania. También fue conocida como ADAC Berlin-Brandenburg.

## Historia
Mücke Motorsport fue fundada por Peter Mücke en 1998 para que pilotara su hijo Stefan Mücke en la Fórmula BMW ADAC series, allí fueron campeones. Stefan y la escudería pasron a la Fórmula 3 Alemana en 1999 y a la Fórmula 3 Euroseries en 2003, donde Christian Klien finalizó subcampeón. Sebastian Vettel ganó el título de la F-BMW ADAC en el 2004. Actualmente sigue compitiendo en la F3 Euroseries

### DTM y GP3
La escudería comenzó compitiendo con Mercedes en el Deutsche Tourenwagen Masters en 2005 cuando Stefan Mücke and Alexandros Margaritis fueron los pilotos en su primera temporada. En el 2007 Mücke hijo dejaría de serlo.
Para 2010, Ralf Schumacher colaboró con Peter Mücke para formar el RSC (Ralf SCchumacher) Mücke Motorsport entrando en la nueva GP3 Series.

## Resultados

### GP3 Series
(Clave) (negrita indica pole position) (cursiva indica vuelta rápida puntuable)

| Año  | Chasis                             | Neu. | N.º | Pilotos              | 1   | 1   | 2   | 2   | 3   | 3   | 4   | 4   | 5   | 5   | 6   | 6   | 7   | 7   | 8   | 8   | Puntos | Pos. | Ref.  |
| ---- | ---------------------------------- | ---- | --- | -------------------- | --- | --- | --- | --- | --- | --- | --- | --- | --- | --- | --- | --- | --- | --- | --- | --- | ------ | ---- | ----- |
| 2010 | Dallara GP3/10 Renault 2.0 L Turbo | P    |     |                      | BAR | BAR | EST | EST | VAL | VAL | SIL | SIL | HOC | HOC | BUD | BUD | SPA | SPA | MNZ | MNZ | 17     | 10.º | [ 2 ] |
| 2010 | Dallara GP3/10 Renault 2.0 L Turbo | P    | 10  | Nigel Melker         | Ret | 14  | 23  | 17  | Ret | 15  | 12  | Ret | Ret | Ret | 23  | 14  | 12  | 15  | 8   | 13  | 17     | 10.º | [ 2 ] |
| 2010 | Dallara GP3/10 Renault 2.0 L Turbo | P    | 11  | Renger van der Zande | 15  | 24  | Ret | Ret | Ret | 24  | 11  | 7   | 3   | Ret | 9   | Ret | Ret | Ret | Ret | Ret | 17     | 10.º | [ 2 ] |
| 2010 | Dallara GP3/10 Renault 2.0 L Turbo | P    | 12  | Tobias Hegewald      | 17  | 13  | 16  | 15  | 9   | 29† | 4   | 6   | Ret | Ret | 15  | Ret | 11  | 8   | 10  | 11  | 17     | 10.º | [ 2 ] |
| 2011 | Dallara GP3/10 Renault 2.0 L Turbo | P    |     |                      | EST | EST | BAR | BAR | VAL | VAL | SIL | SIL | NÜR | NÜR | BUD | BUD | SPA | SPA | MNZ | MNZ | 61     | 4.º  | [ 3 ] |
| 2011 | Dallara GP3/10 Renault 2.0 L Turbo | P    | 29  | Luciano Bacheta      | Ret | 19  | 22  | 16  | 18  | 10  | 5   | 19  | 25  | 25  | 17  | Ret |     |     |     |     | 61     | 4.º  | [ 3 ] |
| 2011 | Dallara GP3/10 Renault 2.0 L Turbo | P    | 29  | Daniel Mancinelli    |     |     |     |     |     |     |     |     |     |     |     |     | Ret | 17  | 15  | 15  | 61     | 4.º  | [ 3 ] |
| 2011 | Dallara GP3/10 Renault 2.0 L Turbo | P    | 30  | Michael Christensen  | 7   | 2   | 18  | 12  | Ret | Ret | Ret | 13  | 26† | 12  | 2   | 13  | 15  | 4   | 12  | 11  | 61     | 4.º  | [ 3 ] |
| 2011 | Dallara GP3/10 Renault 2.0 L Turbo | P    | 31  | Nigel Melker         | 1   | 3   | 6   | 2   | Ret | 19  | Ret | 8   | 10  | 3   | 8   | 4   | 3   | Ret | 9   | Ret | 61     | 4.º  | [ 3 ] |